# Shangxi (sockenhuvudort i Kina, Jiangxi Sheng, lat 26,91, long 115,76)
Shangxi är en sockenhuvudort i Kina. Den ligger i provinsen Jiangxi, i den sydöstra delen av landet, omkring 200 kilometer söder om provinshuvudstaden Nanchang. Antalet invånare är 4 982. Befolkningen består av 2 348 kvinnor och 2 634 män. Barn under 15 år utgör 17,0 %, vuxna 15-64 år 73 %, och äldre över 65 år 9,0 %.
Runt Shangxi är det ganska tätbefolkat, med 166 invånare per kvadratkilometer. Närmaste större samhälle är Shima, 9,9 km norr om Shangxi. I omgivningarna runt Shangxi växer i huvudsak blandskog.
Genomsnittlig årsnederbörd är 2 107 millimeter. Den regnigaste månaden är juni, med i genomsnitt 314 mm nederbörd, och den torraste är oktober, med 22 mm nederbörd.